# Demirkanat, Kiğı
Demirkanat là một xã thuộc huyện Kiğı, tỉnh Bingöl, Thổ Nhĩ Kỳ. Dân số thời điểm năm 2010 là 3 người.